# Боббі Портіс
Боббі Портіс (англ. Bobby Portis, нар. 10 лютого 1995, Літл-Рок) — американський професіональний баскетболіст, важкий форвард і центровий команди НБА «Мілуокі Бакс». Чемпіон НБА.

## Ігрова кар'єра
Починав грати у баскетбол у команді старшої школи Hall (Літл-Рок, Арканзас). На університетському рівні грав за команду Арканзас (2013–2015). 
2015 року був обраний у першому раунді драфту НБА під загальним 22-м номером командою «Чикаго Буллз».
Професійну кар'єру розпочав 2015 року виступами за тих же «Чикаго Буллз», захищав кольори команди з Чикаго протягом наступних 4 сезонів.
Частину 2019 року виступав у складі «Вашингтон Візардс».
2019 року перейшов до «Нью-Йорк Нікс», у складі якої провів наступний сезон своєї кар'єри.
2020 року став гравцем «Мілуокі Бакс», команди, кольори якої захищає й досі.

## Виступи за збірну
У складі національної збірної США брав участь у чемпіонаті світу з баскетболу 2023 року, як запасний гравець.

## Статистика виступів

### Регулярний сезон
| Сезон             | Команда             | GP  | GS  | MPG  | FG%  | 3P%  | FT%  | RPG | APG | SPG | BPG | PPG  |
| ----------------- | ------------------- | --- | --- | ---- | ---- | ---- | ---- | --- | --- | --- | --- | ---- |
| 2015–16           | «Чикаго Буллз»      | 62  | 4   | 17.8 | .427 | .308 | .727 | 5.4 | .8  | .4  | .4  | 7.0  |
| 2016–17           | «Чикаго Буллз»      | 64  | 13  | 15.6 | .488 | .333 | .661 | 4.6 | .5  | .3  | .2  | 6.8  |
| 2017–18           | «Чикаго Буллз»      | 73  | 4   | 22.5 | .471 | .359 | .769 | 6.8 | 1.7 | .7  | .3  | 13.2 |
| 2018–19           | «Чикаго Буллз»      | 22  | 6   | 24.1 | .450 | .375 | .780 | 7.3 | 1.3 | .5  | .4  | 14.1 |
| 2018–19           | «Вашингтон Візардс» | 28  | 22  | 27.4 | .440 | .403 | .809 | 8.6 | 1.5 | .9  | .4  | 14.3 |
| 2019–20           | «Нью-Йорк Нікс»     | 66  | 5   | 21.1 | .450 | .358 | .763 | 5.1 | 1.5 | .5  | .3  | 10.1 |
| 2020–21†          | «Мілуокі Бакс»      | 66  | 7   | 20.8 | .523 | .471 | .740 | 7.1 | 1.1 | .8  | .4  | 11.4 |
| 2021–22           | «Мілуокі Бакс»      | 72  | 59  | 28.2 | .479 | .393 | .752 | 9.1 | 1.2 | .7  | .7  | 14.6 |
| 2023–24           | «Мілуокі Бакс»      | 82  | 4   | 24.5 | .508 | .407 | .790 | 7.3 | 1.3 | .8  | .4  | 13.8 |
| 2024–25           | «Мілуокі Бакс»      | 49  | 7   | 25.4 | .466 | .365 | .836 | 8.4 | 2.1 | .7  | .5  | 13.9 |
| Усього за кар'єру | Усього за кар'єру   | 654 | 153 | 22.8 | .478 | .383 | .765 | 7.2 | 1.3 | .6  | .4  | 12.0 |

### Плей-оф
| Сезон             | Команда           | GP | GS | MPG  | FG%  | 3P%  | FT%   | RPG  | APG | SPG | BPG | PPG  |
| ----------------- | ----------------- | -- | -- | ---- | ---- | ---- | ----- | ---- | --- | --- | --- | ---- |
| 2016–2017         | «Чикаго Буллз»    | 6  | 0  | 20.1 | .515 | .462 | —     | 6.0  | 1.2 | .5  | .5  | 6.7  |
| 2020–2021†        | «Мілуокі Бакс»    | 20 | 2  | 18.3 | .464 | .346 | .720  | 5.0  | .6  | .7  | .4  | 8.8  |
| 2021–2022         | «Мілуокі Бакс»    | 12 | 5  | 24.8 | .417 | .298 | .773  | 10.0 | .8  | .4  | .3  | 10.6 |
| 2022–2023         | «Мілуокі Бакс»    | 5  | 2  | 21.5 | .488 | .278 | 1.000 | 8.2  | 1.2 | .6  | .4  | 9.6  |
| 2023–2024         | «Мілуокі Бакс»    | 6  | 6  | 31.1 | .484 | .250 | .615  | 11.3 | 1.0 | .5  | .2  | 16.5 |
| Усього за кар'єру | Усього за кар'єру | 49 | 15 | 22.0 | .462 | .324 | .730  | 7.4  | .8  | .6  | .3  | 10.0 |